# Cathedral Peak (Südafrika)
Der Cathedral Peak ist ein 3004 Meter hoher Berg der Drakensberge in Südafrika. Der Berg wird von der einheimischen Bevölkerung auch Mponjwana genannt. Die Erstbesteigung des Cathedral Peak gelang D.W. Basset-Smith und R.G. Kingdon im Jahr 1917.